# Sallertaine
Sallertaine är en kommun i departementet Vendée i regionen Pays de la Loire i västra Frankrike. Kommunen ligger i kantonen Challans som tillhör arrondissementet Les Sables-d'Olonne. År 2022 hade Sallertaine 3 390 invånare.

## Befolkningsutveckling
Antalet invånare i kommunen Sallertaine
| Referens: INSEE |